# Gonzalo Iglesias
Gonzalo Iglesias Fernández (Montevideo, 4 agosto 1993) è un cestista uruguaiano.

## Carriera
Con l'Uruguay ha disputato i Campionati americani del 2017.